# 新河内报
《新河内报》（越南语：／；艺术化后为），是越南河内市的一家報刊，也是越共河内市委的机关报。

## 历史沿革
《新河内报》创刊于1957年10月24日，1990年代其发行量已达每日5万份。2001年以后，《新河内报》开始透过其官网向读者提供新闻资讯。2008年，河西省全省并入河内市，该省喉舌《河西报》（Báo Hà Tây）亦同步并入《新河内报》。